# Дерино (Уренский район)
Дерино — деревня в составе Красногорского сельсовета в Уренском районе Нижегородской области.

## География
Находится на расстоянии примерно 20 километров по прямой на север-северо-восток от районного центра города Урень.

## История
Деревня основана в 1824 году переселенцами из деревень  Бараново, Аладиха, Караваиха и Дьячиха Новоуспенской волости Ветлужского уезда. До 1935 года входила в Ветлужский район. В 1870 году учтено было дворов 4, жителей 24, в 1914 9 дворов. В советское время работал колхоз «Ветлужский комсомолец» и «Красногор». В, в 1978 -13 хозяйств и 40 жителей, в 1994 – 7 хозяйств и 15 жителей.

## Население
Постоянное население  составляло 14 человек (русские 100%) в 2002 году, 1 в 2010 .